# 양간지풍
양간지풍(襄杆之風)은 봄철에 강원특별자치도 양양군과 고성군(간성) 사이에서 빠른 속도로 부는 바람이다. 양양군과 강릉시 사이의 바람이라는 뜻으로 양강지풍(襄江之風)이라고도 한다. 계절이 바뀌면서 한반도 남쪽에 따듯한 고기압이 형성되고 북쪽에 차가운 저기압이 형성되면 서풍이 동쪽으로 분다. 이 바람이 태백산맥을 넘으면서 푄 현상을 일으키고 양양과 간성 사이의 골짜기 지역을 지나며 지형적 영향으로 속도가 빨라진다.

## 어원과 역사
1633년 쓰인 이식의 《수성지》에 통천군과 고성군에는 눈이 많이 내리고 양양군과 간성군 사이엔 바람이 세게 분다는 구절이 있다. 이 구절에서 비롯된 양간지풍은 《택리지》에서도 쓰였다고 하나 정확치는 않다. 다만 강원지역에서는 오래 전부터 강원도의 기후를 설명하는 말로 쓰였다.
 通高之雪 襄杆之風 一口之難說 
 통고지설 양간지풍 일구지난설 
 통천과 고성엔 눈이 많이 내리고 양양과 간성에 바람이 세니 한 마디로 설명하기 어렵다.

조선왕조실록의 순조실록의 기록에 따르면 순조 4년(1804년) 3월3일 사나운 바람으로 산불이 크게 번졌는데 삼척과 강릉, 양양, 간성, 고성에서 통천에 이르는 여섯 고을에서 민가 2,600여호가 불타고 숨진 사람이 61명에 달했다고 한다.

## 원인
한반도 주변의 남쪽에 고기압이 북쪽에 저기압이 놓이면 기압골이 발달하고 서풍이 불게 된다. 서풍은 태백산맥의 영향으로 푄 현상을 겪고 빠르고 건조한 바람이 되어 영동 지방으로 불게 된다. 계절적 요인 때문에 봄철에 자주 발생한다.
한편 강원도에는 겨울철에도 종종 강한 바람이 부는데 이 바람은 서쪽에 고기압이 동쪽에 저기압이 형성되어 부는 것으로 양간지풍과는 형성 원인이 다르다.

## 재해
산불의 원인은 매우 많겠지만 양간지풍이 부는 시기에 산불이 나면 매우 빠른 속도로 번져 진화가 어렵다. 1995년에서 2005년 사이 강원 지역에서 난 산불은 521건으로 약 27.000 ha의 피해를 입었다. 이는 전국 산불의 60%를 차지하는 것으로 양간지풍에 의한 빠른 전파가 원인으로 지목된다.
양간지풍으로 삽시간에 산불이 번진 사례로는 낙산사를 불태운 2005년 고성군 산불과 2019년 4월 발생한 고성-속초 산불 등이 있다.
화재가 나지 않더라도 강하고 빠른 바람으로 강원도 해안지역에 피해를 입힌다. 1997년 5월 7일 발생한 양간지풍은 양양군과 속초시 지역에서 초속 20 - 30 m를 기록하였다.